# Uta Poreceanu
Uta Poreceanu-Schlandt, házassága után Ionescu (Brassó, 1936. november 13. – Baden-Baden, 2018. január 27. ) olimpiai bronzérmes román szertornász, edző.
A román olimpiai válogatott többi tagjával együtt (Elena Leușteanu, Sonia Iovan, Elena Dobrowolski, Georgeta Hurmuzachi, Emilia Vătășoiu-Liță, Elena Săcălici) 1956-ban Melbourne-ben megszerezte Románia első csapattal szerzett olimpiai érmét.

## Életpályája
1952-ben kezdett tornázni a Brassói Vegyes Testnevelési és Sportközépiskolában, ahol Meta Zink si Marta Ebert voltak az edzői. 1954 és 1962 között a bukaresti Știința klubba igazolt, itt Nicolae Gheorghe Băiaşu edzette.
A román válogatott tagjaként, 1953-tól 1962-ig, edzői Caius Jianu, Maria Simionescu voltak.
Középiskolai tanulmányait 1954-ben a Brassói Vegyes Testnevelési és Sportközépiskolában, felsőfokú torna szakirányú tanulmányait pedig 1958-ban a bukaresti Testnevelési Intézetben (jelenleg Nemzeti Testnevelési és Sport Egyetem) fejezte be.

### Felnőttként

#### Országos eredmények
Tíz alkalommal vett részt Román Országos Bajnokságon.

#### Nemzetközi eredmények
1959-ben a Német Demokratikus Köztársaság–Románia kétoldalú találkozón tizenegyedik, Német Demokratikus Köztársaság–Románia–Franciaország találkozón tizenharmadik, az 1962-es Német Demokratikus Köztársaság–Románián pedig második helyezést ért el egyéni összetettben.

##### Világbajnokság
Részt vett az 1958-as moszkvai és az 1962-es prágai világbajnokságon.

##### Olimpiai játékok
Az 1960. évi nyári olimpiai játékokon Rómában bronzérmes lett a csapattal (Elena Leușteanu, Emilia Vătășoiu-Liță, Sonia Iovan, Elena Dobrowolski, Atanasia Ionescu), valamint huszonhetedik helyezett egyéni összetettben.

### Visszavonulása után
1962-ben vonult vissza a versenyzéstől, de már 1960-tól tanársegéd volt a Pedagógiai Intézet Torna tanszékén, ahol 1976-ig tevékenykedett.
1976 és 1979 között a bukaresti Testnevelési és Sport Intézet (jelenleg Nemzeti Testnevelési és Sport Egyetem) Torna tanszékén tanított. Ezt követően Németországban telepedett le.

## Díjak, kitüntetések
1973-ban Kiváló Sportolói címmel tüntették ki.